# Епархия Альмерии
Епархия Альмерии (лат. Dioecesis Almeriensis, исп. Diócesis de Almería) — католическая епархия латинского обряда, расположенная в провинции Альмерия, Испания.

## История
Современная епархия Альмерии основана в 1492 году, хотя христианская епархия, уничтоженная мусульманским вторжением в VIII веке, существовала на этих землях уже в первые века христианства. Традиция связывает появление христианства на территории современной Альмерии с личностью святого Индалесия, апостольского мужа I века.
После арабского завоевания Испании Альмерия почти 8 веков пребывала под властью арабов. Город был отвоёван католическими королями в 1489 году в ходе Гранадской войны.
21 мая 1492 года архиепископ Толедо кардинал Педро Гонсалес де Мендоса провозгласил создание епархии Альмерии. Сразу после создания епархии в Альмерии были заложены доминиканский и францисканский монастыри как гарантия утверждения христианского присутствия на отвоёванных землях. В 1568 году Альмерия стала одним из центров Альпухарского восстания морисков. После его подавления и изгнания морисков испанцы-христиане стали составлять подавляющее большинство населения.
В 1610 году основана диоцезальная семинария (реорганизована в 1953 году). В 1993 году один из епископов Альмерии Диего Вентаха Милан (1935—1936) был причислен к лику блаженных как мученик эпохи Гражданской войны в Испании.

## Современное состояние
Епархия объединяет приходы провинции Альмерия и является суффраганной по отношению к архиепархии Гранады. С 2002 года епархию возглавляет епископ Адольфо Гонсалес Монтес. Кафедральный собор епархии — Кафедральный собор Девы Марии Скорбящей (Нуэстра-Сеньора-де-Долорес). Святой покровитель епархии — Индалесий.
По данным на 2012 год епархия насчитывала 604 424 католика, 213 приходов и 164 священника.